# Auldgirth Bridge
Die Auldgirth Bridge ist eine Straßenbrücke nahe der Ortschaft Auldgirth in der schottischen Council Area Dumfries and Galloway. 1971 wurde das Bauwerk in die schottischen Denkmallisten in der höchsten Kategorie A aufgenommen.

## Geschichte
Bereits 1773 wurde der Bau einer zweibögigen Brücke am Standort begonnen. Auf Grund eines Risses im Pfeiler wurden die Arbeiten jedoch unterbrochen. 1779 empfahl Alexander Stevens den Abbruch der Ruine William Mortons. David Henderson liefert den Entwurf für einen Brückenneubau, den William Stewart bis November 1782 umsetzte. Die alte Brücke wurde zuvor abgebrochen. Die Gesamtkosten beliefen sich auf 1486 £. Im 20. Jahrhundert führte die Brücke die A76 (Dumfries–Kilmarnock) über den Nith. 1979 wurden der Verlauf der Straße jedoch verlegt und verläuft nun über eine hundert Meter flussabwärts gelegene, neuerrichtete Brücke. Die Auldgirth Bridge ist heute Teil eines Radwegs.

## Beschreibung
Der 61 m lange Mauerwerksviadukt aus roten Steinquadern liegt am Westrand von Auldgirth. Er führt in drei Segmentbögen mit lichten Weiten von 17,1 m über den Nith. Die Brücke ruht auf bossierten Pfeilern mit halbrunden Abschlüssen. Sie werden als Pilaster bis auf Brüstungshöhe fortgeführt und laufen dort in Ausweichbuchten mit Gesimsen für Fußgänger aus. Die Fahrbahn zwischen den Brüstungen ist 7,8 m breit.